# 劉光國
劉光國（1538年—1605年），字汝觀，一字賓卿，河南汝寧府上蔡縣人，民籍，明朝政治人物。

## 生平
河南鄉試第七十名舉人。隆慶二年（1568年）中式戊辰科會試第一百十九名，三甲第二百九十三名進士。吏部观政，四年任太原府推官，萬曆元年（1573年）十二月行取，选授湖广道試監察御史，四年巡按陕西，丁忧归。八年三月除补江西道监察御史，巡按直隶，历升顺天府府丞，十五年二月自陈不职，被调外任，降浙江按察司副使，十二月调补陕西凤翔水利副使，十八年十一月升本省右参政兼佥事、临巩兵备，二十年七月升分巡西宁按察使，晋陕西右布政使，二十一年六月升右副都御史、巡抚陕西，二十四年三月为兵科徐成楚所参，令致仕。曾自署其門曰“牵牛堂下循天理，羅雀門前閱世情”，著有《索鏹集》，今失传。

## 家族
曾祖劉洋，知縣；祖父劉桓；父劉守志，母王氏，丈夫卒時年二十一，拮据营葬，躬操机杼，课子读书，以子光國貴，封孺人，奉旨旌表節婦，年八十余卒。慈侍下。弟光远、光家、光先、光裕。